# 연인들의 점심식사
《연인들의 점심식사》는 2002년 3월 22일에 MBC에서 방영한 베스트극장이다. 현재에 과거의 회상 장면을 삽입하여 선경과 우자의 시점으로 이야기가 진행하여 두 여자의 시선에 따라 같은 내용이라도 다르게 보이는 이야기로 풀어가다, 마지막 인성의 시점으로 반전을 준 독특한 방식으로 만들어진 드라마이다.

## 줄거리
“첫사랑과 가장 짜릿했던 순간은?”
“처음 손을 잡았을 때... 동시에 아주 천천히 손을 뻗었는데 손가락이 닿자 심장이 멎을 것 같았죠.”
선경은 남편 정후의 1주기를 맞아 산사에서 인성을 만나게 되자 좋아하지만, 그가 아내 우자와 아들까지 데려온 것을 보고 기분이 상한다. 과거 그들의 대학 시절 선경은 정후와 만나지만 그의 친구 인성의 뜨거운 눈빛을 느낀다. 우자는 선경의 소개로 인성을 알게 되고, 네 명이 함께 간 스키장에서 선경이 인성에게도 관심이 있는 것을 보고, 선경의 감정놀음에 놀아나는 자신이 싫어진다. 한편, 정후는 인성과 선경이 함께 있는 것을 보고 인성에게 주먹를 날리고 인성은 낭떠리지로 떨어지고 만다. 병원에 입원한 인성은 찾아온 선경에게 그녀를 정후에게서 뺏고 싶다고 말하고, 선경 역시 조금은 흔들렸다고 말한다. 마침 병실에 들어선 정후와 우자는 그것을 듣게 된다. 그리고 선경과 정후의 결혼식장에서 인성은 만취한 채 소란을 피운다. 얼마 후 정후는 인성이 우자와 살고 있다는 소식을 듣고 충격을 받고 그 사실을 선경에게 전한다.

## 등장 인물

### 주요 인물
- 신소미 : 선경 역
- 조하나 : 우자 역
- 윤영준 : 인성 역 - 우자의 남편
- 심형탁 : 정후 역 - 선경의 남편

### 그 외 인물
- 염재욱
- 오협
- 정승재
- 마준오
- 이미선
- 전익령
- 이준혁 : 우자와 인성의 아들 역